# Klegenwonosari
Klegenwonosari is een bestuurslaag in het regentschap Kebumen van de provincie Midden-Java, Indonesië. Klegenwonosari telt 1896 inwoners (volkstelling 2010).